# Hirofumi Uzawa
Hirofumi Uzawa (japonsky:宇澤 弘文, 21. červenec 1928 v Jonago, prefektura Tottori – 18. září 2014) byl emeritní profesor ekonomie na Tokijské univerzitě, někdejší učitel několika nositelů Nobelovy ceny za ekonomii a poradce papeže Jana Pavla II.

## Vyznamenání
- Řád kultury – Japonsko, 1997